# Польща на літніх Олімпійських іграх 2000
Польща на літніх Олімпійських іграх 2000 у Сіднеї, Австралія була представлена 187 спортсменами (129 чол., 58 жін.) і взяла участь у 133 дисциплінах у 20 видах спорту.

## Медалісти
| Медаль | Спортсмен                                                                   | Спорт                           | Дисципліна                                    | Дата            |
| ------ | --------------------------------------------------------------------------- | ------------------------------- | --------------------------------------------- | --------------- |
|        | Роберт Коженьовський                                                        | Легка атлетика                  | Спортивна ходьба на 20 км (чоловіки)          | 22 вересня 2025 |
|        | Роберт Коженьовський                                                        | Легка атлетика                  | Спортивна ходьба на 50 км (чоловіки)          | 29 вересня 2025 |
|        | Томаш Кухарський Роберт Сич                                                 | Академічне веслування           | Двійки, легка вага (чоловіки)                 | 24 вересня 2025 |
|        | Рената Мауер-Ружанська                                                      | Стрільба                        | Гвинтівка з трьох положень, 50 метрів (жінки) | 20 вересня 2025 |
|        | Каміла Сколімовська                                                         | Легка атлетика                  | Метання молота (жінки)                        | 29 вересня 2025 |
|        | Шимон Зюлковський                                                           | Легка атлетика                  | Метання молота (чоловіки)                     | 24 вересня 2025 |
|        | Сільвія Грухала Магдалена Мрочкевич Анна Рибіцька Барбара Волніцька- Шевчик | Фехтування                      | Командна рапіра (жінки)                       | 23 вересня 2025 |
|        | Даніель Єндрашко Павел Барашкевич                                           | Веслування на байдарках і каное | C-2 500 м (чоловіки)                          | 1 жовтня 2025   |
|        | Шимон Колецький                                                             | Важка атлетика                  | До 94 кг (чоловіки)                           | 24 вересня 2025 |
|        | Кшиштов Коломаньський Міхал Станішевський                                   | Веслування на байдарках і каное | C-2 слалом (чоловіки)                         | 20 вересня 2025 |
|        | Агата Врубель                                                               | Важка атлетика                  | Понад 75 кг (жінки)                           | 22 вересня 2025 |
|        | Лешек Блянік                                                                | Гімнастика                      | Опорний Стрибок                               | 22 вересня 2025 |
|        | Гжегож Котовіч Адам Серочиньський Даріуш Бялковський Марек Вітковський      | Веслування на байдарках і каное | K-4 1000 м (чоловіки)                         | 30 вересня 2025 |
|        | Беата Соколовська Анета Конєчна                                             | Веслування на байдарках і каное | K-2 500 м (жінки)                             | 1 жовтня 2025   |